# Im Westen nichts Neues (1979)
Der Antikriegsfilm Im Westen nichts Neues aus dem Jahre 1979 ist die zweite Verfilmung des gleichnamigen Romans des Autors Erich Maria Remarque. Die erste Verfilmung stammt aus dem Jahr 1930.

## Handlung
Der Film zeigt das Leben des Deutschen Paul Bäumer und seiner Mitschüler, die sich aus patriotischen Motiven als Freiwillige für den Ersten Weltkrieg melden und nach der militärischen Grundausbildung durch den Unteroffizier Himmelstoß das Grauen des Stellungskriegs an der Westfront erleben.
Paul Bäumer und seine Freunde standen besonders unter dem Einfluss ihres Lehrers, der ein glühender Patriot war und die jungen Männer für den Krieg begeisterte. Er war auch von der Überlegenheit der deutschen Kultur überzeugt und gab diese an seine Schüler weiter. Die militärische Grundausbildung durch den Unteroffizier Himmelstoß härtet die Männer ab, kann sie jedoch nicht wirklich auf das Grauen an der Westfront vorbereiten. Einen Vorgeschmack auf das, was sie erwartet, haben sie, als sie einen Zug von Frontkämpfern sehen, denen Heimaturlaub genehmigt wurde. An der Front stehen sie unter dem Befehl des alten Stanislaus „Kat“ Katczinsky, der ihnen beibringt, wie man an der Front überlebt und wie man an Extrarationen Nahrung kommt.
An der Westfront erobern und verlieren die Deutschen immer wieder dasselbe Stück Land. Als Franz Kemmerich, ein guter Freund Bäumers, stirbt, schwindet dessen Kriegsbegeisterung langsam. Ein weiteres entsetzliches Erlebnis ist die Tötung eines Franzosen, der in den deutschen Schützengraben eingedrungen ist und den er zuerst mit einem Bajonett niedersticht. Paul muss die Nacht mit dem Sterbenden verbringen und er liest dessen Briefe und ist von Schuldgefühlen geplagt.
Bald sieht Paul, dass der Nachschub an Soldaten immer jünger wird und zu seiner Freude entdeckt er auch Himmelstoß wieder, der ebenfalls an die Front muss. Dieser versucht sich weiter als Befehlshaber aufzuführen, was aber an der Front niemanden wirklich interessiert. Als wieder eine Offensive läuft, sieht Bäumer voller Verachtung, wie Himmelstoß feige im Graben kauert. Bäumer hat zwischendurch Sex mit einer Französin, die er im Niemandsland zwischen den Fronten trifft. Eines Tages besucht Kaiser Wilhelm II. die Front und verteilt Orden, darunter auch an Himmelstoß. Alle Freunde Pauls werden nach und nach getötet. Auch Himmelstoß stirbt mit der Zeit genauso wie Katczynski, weswegen Bäumer dann seinen Platz einnehmen muss.
Bei einem Fronturlaub in Deutschland unterhält er sich mit älteren Männern und merkt, dass diese von dem Elend an der Front nichts wissen bzw. nichts wissen wollen. Wieder an der Front schreitet er durch den Schützengraben, wo neue ängstliche Rekruten ihre Feuertaufe erleben, um die er sich kümmern muss. Paul ist durch die Schrecken des Krieges um Jahre gealtert und, getrieben vom Wunsch wieder ein normales Leben führen zu wollen, zeichnet er eines Tages im Schützengraben einen Vogel, der auf einem Baum sitzt. Unvorsichtig erhebt er sich dabei etwas zu weit aus dem Schützengraben und wird von einem einzigen französischen Schuss tödlich getroffen. Der Film endet mit der Einstellung auf Pauls Leiche und der Mitteilung der Obersten Heeresleitung für den 11. Oktober 1918: Im Westen nichts Neues.

## Rezeption

### Kritik
Das Lexikon des internationalen Films urteilte, dass der Film nicht die Intensität der ersten Verfilmung der Romanvorlage erreiche. „Wegen seines ehrlichen Realismus [sei er] dennoch [ein] eindrucksvoller Antikriegsfilm.“

### Auszeichnungen
Golden Globe
- 1980 beste Filmproduktion für das Fernsehen

Primetime Emmy Award
- 1980 Bester Schnitt: Bill Blunden, Alan Pattillo
- 1980 Beste künstlerische Leitung John Stoll und Karel Vacek (Nominierung)
- 1980 Beste Regie Delbert Mann (Nominierung)
- 1980 Bestes Drama-Spezial Martin Starger und Norman Rosemont (Nominierung)
- 1980 Beste individuelle Leistung Roy Whybrow (Nominierung)
- 1980 Bester Nebendarsteller Ernest Borgnine (Nominierung)
- 1980 Beste Nebendarstellerin Patricia Neal (Nominierung)